# Barrage de Karakaya
Le barrage de Karakaya est un barrage turc sur l'Euphrate situé dans la province de Diyarbakır et construit dans le cadre du vaste projet du Sud-est anatolien.

## Sources
- www.dsi.gov.tr/tricold/karakaya.htm Site de l'agence gouvernementale turque des travaux hydrauliques (en)